# أبو الأعور الأنصاري
أَبو الأَعْور الأَنصاري، اختُلِفَ في اسمه، فقيل: الحارث بن ظالم، وقيل أَبو الأَعور بن الحارث بن ظالم، وقيل: كعب بن الحارث، صحابي من الأنصار من بني عدي بن النجار من الخزرج، وممن شهد غزوة بدر وغزوة أحد، أمّه أمّ نِيار بنت إياس بن عامر بن ثعلبة من بليّ حلفاء بني حارثة بن الحارث من الأوس، وليس له عقب، وروى عنه قيس بن أبي حازم.